# Тайс, Рассел
Рассел Тайс (англ. Russell D. Tice, родился 1961) — бывший аналитик ВВС США, Управления военно-морской разведки, РУМО США и АНБ. В декабре 2005 выступил в качестве информатора, положив начало общенациональной дискуссии о том, что АНБ и РУМО были вовлечены в незаконную и противоконституционную прослушку телефонных переговоров американских граждан. Позже выяснилось, что он был одним из источников статей New York Times 2005 года о прослушивании граждан.
После публичных выступлений о необходимости законодательной защиты информаторов, Тайс получил значительное внимание в качестве первого информатора из АНБ (май 2005), до Уильяма Бинни, Thomas Andrews Drake, Mark Klein, Thomas Tamm, и Эдварда Сноудена.

## Карьера
Тайс работал разведывательным аналитиком (intelligence analyst) в ВВС США, Управления военно-морской разведки, РУМО США в течение порядка 20 лет. Он участвовал в заданиях, связанных с Войной в Косово, Афганистане, нападении на USS Cole (Йемен), операции Иракская свобода. Переведен из РУМО В АНБ в 2002 году.
В апреле 2001 года Тайс доложил о своих подозрениях относительно своей коллеги, американки азиатского происхождения. Она высказывала симпатии к КНР, много путешествовала, выглядела более богатой, чем могла себе позволить. Подозрения Тайса о том, что она может работать на китайскую разведку, были отвергнуты руководством.
После перевода в АНБ Тайс продолжил докладывать о собственных сомнениях.
Номинировался на получение медали за свою работу во время войны в Ираке, однако после приостановки его допуска к секретности, она была отозвана.